# Claire Simon
Claire Simon (Londres, julio de 1955) es una escritora, actriz, directora de fotografía, editora y cineasta francesa. Es autora de varios documentales premiados en numerosos festivales como Les Pacientes, Récréations y Cost that Cost. 
Su obra se compone esencialmente de documentales en los que se sigue la pista de historias, aquellas que los niños inventan por sí mismos durante una recreación, el que las dificultades de gestión inducen en Cualquiera que sea el costo, el que nació del amor de dos jóvenes. Personas (800 km de diferencia-Romance ), o el que teje la vida única de Mimi . De hecho, para Claire Simon, si "la banalidad contiene ficción", El trabajo del cineasta es eliminarlo.

## Biografía
Criada en Francia en el Var, Claire Simon estudió etnología, aprendió el idioma árabe y el idioma bereber. Autodidacta, se inició en el cine a través de la edición ejerciendo las responsabilidades de redactora jefe y rodó algunos cortometrajes de forma independiente. Aprendió la práctica del cine directo en Ateliers Varan.

En 1997, la directora presentó Autre, nuestro primer largometraje en la Quincena de Realizadores. Sobre su trabajo documental dice:
En mi trabajo documental traté de encontrar situaciones de ficción, no en el sentido de que habría actores, pero donde la referencia sería la ficción. Traté de filmar personas que estaban de alguna manera trabajadas por la mitología de la ficción. (…) Siempre dije que "Cuesta lo que cuesta" estaba ligado a las películas negras estadounidenses, que "Recreaciones" era para mí Shakespeare. 'Mimi' está vinculado a Georges Perec y '800 km de diferencia' a Jean Eustache Eustache o a Jean Renoir Renoir]. (…) Recuerdo una vez, (…) hablaba con los etnólogos y veía bien que la diferencia entre ellos y yo es que yo pienso en Alfred Hitchcock, en Scorsese, o en Jean-Luc Godard cuando vuelvo. Ellos pensaban en términos de sociología, de etnología. Así que necesariamente no veían en absoluto a los personajes en el mismo estado de ánimo que yo.
Fue directora del departamento de producción de La Femis y proporcionó un taller de producción en la Universidad de París VIII. En 2000, recibió el gran premio por su largometraje This is really you, otorgado por el Festival de Cine de Belfort - Entrevistas. En 2016, produjo Le Concours, que se centra en las pruebas de selección de candidatos para ingresar a La Femis, donde había trabajado anteriormente.
Es miembro del colectivo 50/50 que tiene como objetivo promover la igualdad entre mujeres y hombres y la diversidad en el cine y el audiovisual.
En 2021 presentó en la Sección Oficial 69.º Festival de San Sebastián la película "I Want to Talk About Duras" para competir por la Concha de Oro.

## Filmografía

### Dirección

#### Cortometraje
- 1976: Madeleine
- 1980: Tandis que j’agonise
- 1981: Moi, non ou l'argent de Patricia
- 1982: Mon cher Simon
- 1983: Une journée de vacances
- 1984: Barres Barres
- 1988: La Police
- 1991: Scènes de ménage
- 1992: Artiste Peintre

#### Documentales
- 1989: Les Patients
- 1992: Récréations
- 1995: Coûte que coûte
- 2000: Unité|800|km de différence/Romance
- 2002: Mimi
- 2013: Géographie humaine
- 2016: Le Bois dont les rêves sont faits
- 2016: Le Concours (film, 2016)
- 2018: Premières solitudes
- 2020: Le Fils de l'épicière, le Maire, le Village et le Monde

#### Largometrajes
- 1997: Sinon, oui
- 1999: Ça, c'est vraiment toi
- 2006: Ça brûle
- 2008: Les Bureaux de Dieu
- 2013: Gare du Nord
- 2021: Je voudrais parler de Duras[12]

### Guionista
- Sinon, oui, 1997
- Ça c'est vraiment toi, (téléfilm) 1999
- Ça brûle, 2006
- Les Bureaux de Dieu, 2008

### Directora de fotografía
- Récréations (MM), 1992
- 800 km de différence/Romance (DOC), 2000
- Mimi (DOC), 2002
- Les Bureaux de Dieu, 2008

### Editora
- 1976: Chantons sous l'Occupation d'André Halimi
- 1979: La Ville à prendre de Patrick Brunie
- 1981: Plogoff, des pierres contre des fusils de Nicole Le Garrec
- 1982: Faux-fuyants d'Alain Bergala et Jean-Pierre Limosin
- 1986: Gardien de la nuit de Jean-Pierre Limosin
- 2002: 800 km de différence - Romance de Claire Simon
- 2003: Mimi de Claire Simoin

## Premios
Tres de sus películas fueron seleccionadas para la Quincena de Realizadores de Cannes: Sinon oui en 1997, Ça brûle en 2006 y Les Bureaux de Dieu en 2008.
La película Gare du Nord y el documental asociado Géographie humaine se proyectan en el  en octubre de 2013, donde la Gare du Nord se presenta en competición oficial.
En 2013, se dedicó una retrospectiva al director en el 54 ° Festival Internacional de Cine de Salónica. Así se proyectaron los largometrajes Sinon, oui, Les Bureaux de Dieu, Ça brûle et Gare du Nord.